# Tortellà
Tortellà è un comune spagnolo di 706 abitanti situato nella comunità autonoma della Catalogna.